# 치열
치열(痔裂, 영어: anal fissure, fissure in Ano, rectal fissure) 또는 열항(裂肛)은 항문관 부위의 피부가 찢어지는 증상이다. 치열은 화장지나 옷에 밝고 붉은 항문 출혈이 묻어나옴으로써 확인이 가능하다. 급성인 경우 배변 후 통증을 일으킬 수 있으나 만성 치열 통증의 강도는 적은 편이다.

## 병인
대부분의 치열은 항문 점막이 버틸 수 있는 한도 밖으로 확장되어 발생한다.
일반적인 병인으로는 다음을 포함한다:
- 여성의 경우 분만에 대한 정신적 외상[2]
- 성교
- 크론병[2]
- 궤양성 대장염[3]
- 어린 시절 부적절한 배변[4]

## 치료
급성 및 만성 치열에는 처음에는 비수술 치료가 권장된다. 여기에는 국부 나이트로글리세린 또는 칼슘 통로 차단제(예: 딜티아젬), 또 항문 조임근으로의 보툴리눔 독소 주입을 포함한다.
그 외에 따뜻한 좌욕, 국소 마취, 고섬유질 식이요법, 연하제와 같은 방법이 있다.

## 같이 보기
- 항문 소양증